# Белоклювая гагара
Белоклювая гагара, или белоносая гагара, белоклювая полярная гагара (лат. Gavia adamsii) — птица из рода гагар (Gavia).

## Внешность
Самая крупная из гагар: масса 4,0—6,4 кг, длина 75—100 см, крыло 36,4—40,5 см (правил монитор 12 к), размах крыла 135—155 см. От других гагар во всех нарядах отличается большим желтовато-белым клювом. Окраской оперения сходна с темноклювой гагарой, но у взрослых летом голова и шея чёрные с пурпурным оттенком, продольные белые штрихи на горле и по бокам шеи более широкие и редкие, а белые пятна на верхней стороне тела более крупные. В брачном наряде, в отличие от чернозобой и краснозобой гагар, имеет окраску головы чёрную, с зелёным и фиолетовым отливом, на шее белые пятна с чёрными полосками. Стержни первостепенных маховых светло-бурые, черноватые только у самых вершин перьев.
В зимнем наряде верхняя сторона взрослых светлее, чем у темноклювой гагары, бурая с коричневатым оттенком, светлые вершинные полоски на плечевых и округлые белые пятна на спине более заметны. Граница между тёмно-бурым верхом и белым низом на боках головы и шеи размытая, вокруг глаза обширное светлое поле, у основания шеи не черноватое, а тёмно-бурое полукольцо. Клюв менее желтоват, чем летом, часто с тёмным оттенком у основания.
Гнездовый наряд похож на зимний наряд взрослых, но верхняя сторона тела имеет резко очерченный чешуйчатый рисунок, образованный узкими беловатыми вершинными каймами.
Пуховой птенец. Первый наряд: сверху птенец тёмно-бурый, не черноватый, нижняя сторона тела светлее, серовато-бурая. Второй наряд: заметно светлее, нижняя сторона тела почти белая, нижние кроющие крыла коричневатые. Светлая вершина клюва позволяет легко определять видовую принадлежность даже пуховых птенцов.

## Голос
Голос в брачное время похож на голос других гагар, но грубее и громче (в тихую погоду слышен на 2 километра) — громкие чистые и красивые звуки, по ритму похожие на нервный смех или на конское ржание, а также громкий и высокий прерывистый стон. «Ржание» издаёт и в полёте. Тревожные звуки — как у других гагар, но более низкие. «Стоны» скорее похожи на хриплый вой.

## Распространение
Для этого вида характерно спорадичное распространение, в результате чего её ареал представляет собой не единое целое, а как бы цепочку отдельных участков, заселённых этими птицами. В других, казалось бы, подходящих для гнездования местах её нет. Белоклювая гагара распространена на арктическом побережье и к северу от побережья Евразии от устья Печенги до восточного побережья Чукотского полуострова. Южные пределы распространения выяснены недостаточно. В азиатской части ареала к югу предположительно до 66—67-й параллелей, по тихоокеанскому побережью к югу до устья Анадыря и предположительно до района Магадана. В Северной Америке Белоклювая гагара встречается от западного побережья Аляски к востоку до п-ова Бутия; к северу до арктического побережья; к югу до мыса Принца Уэльского, Большого Невольничьего озера, Киватина. Обитает, также, на островах: Новая Земля (южный), Вайгач, Колгуев, Большой Ляховский, Святого Лаврентия, Банкс, Виктория, Кинг-Вильям, Сомерсет, Принца Уэльского. Континентальная часть ареала в пределах Азии состоит из нескольких изолированных участков.
Населяет приморские и внутренние равнинные и холмистые тундры с многочисленными озёрами, иногда заходит в лесотундру. Основное условие гнездования — присутствие богатых рыбой водоёмов (крупных озёр и рек, или морского побережья). Из озёр предпочитает средние и крупные (до 2—3 км в длину) с прозрачной водой, песчаными и каменистыми берегами, но иногда селятся и на небольших тундровых озерках, которые раньше освобождаются ото льда. Гнездовые водоёмы зачастую бывают бедны кормом и тогда совершает регулярные кормовые перелеты на богатые рыбой окрестные озёра или речные плесы; здесь же позднее держатся выводки. На гнездовых территориях птицы проводят не более 3 месяцев.

## Образ жизни
Образ жизни в общем как у других гагар. Эти птицы — моногамы, их семейные пары сохраняются длительное время.
С воды поднимается сравнительно легко. Летает высоко, к крутым поворотам в полете не способна. При опасности предпочитает нырять. Под водой гребет только лапами, крылья плотно прижаты к телу. Самая осторожная и молчаливая из гагар.
Птица крайне редкая, одна пара птиц встречается на 100—200 квадратных километров, лишь изредка достигая двенадцать—шестнадцать пар на 100 квадратных километров. Все новые сведения о Белоклювой гагаре, тем более о гнездовании к западу от Енисея, представляют большую научную ценность. Пока известны лишь 3 района, где белоклювые гагары относительно обычны: Западный Таймыр, тундры и лесотундра Якутии к востоку от Лены и Чукотка.
Существующий обмен между азиатскими и американскими популяциями белоклювых гагар, по-видимому, незначителен. На азиатском побережье Тихого океана зимующие белоклювые гагары отмечены в прибрежных водах Курильских островов, Сахалина, северной Японии и Китая. Птицы из зап. частей ареала зимуют преимущественно в фиордах Норвегии, к сев. от 64° с. ш.; неполовозрелые особи встречаются на Балтике. Известны зимовки вдоль тихоокеанского побережья Северной Америки, от южной Аляски до Британской Колумбии и эпизодически — до Калифорнии.

## Питание
Почти не изучено. Питается в основном рыбой, ныряя и преследуя добычу под водой. Обычно кормится на озёрах; если гнездо находится близко от побережья, то может кормиться и на море. Кроме рыбы, может поедать моллюсков и ракообразных. Иногда в желудках гагар находят гравий.

## Размножение
Половой зрелости достигают на третьем году жизни. На места гнездования гагары возвращаются в середине июня. Белоклювые гагары очень консервативны: из года в год они гнездятся на одном и том же месте, используя нередко прошлогоднее гнездо. Причём на водоёме, как правило, в течение нескольких лет селится только одна и та же пара птиц. Для устройства гнезд Белоклювая гагара чаще всего избирает низменные мыски или острова. Высиживание птенцов у белоклювой гагары происходит дольше, нежели у других видов гагар, и она вынуждена приступать к размножению раньше. Поэтому её гнезда очень страдают от внезапных подъёмов воды, подвижек льда и прочих неблагоприятных факторов.
Устраивают гнезда, когда установится уровень воды на водоемах после весеннего половодья. Гнезда — выложенные мхом и осокой площадки — располагаются в 30—40 см от воды, в месте, защищенном от волн, под прикрытием кустов карликовой березы и ив. Кладка с конца июня, когда озера ещё стоят подо льдом. В кладке два, иногда одно яйцо. Яйца похожи на яйца чернозобой гагары, но немного крупнее (длина 87—88 мм). Основной фон скорлупы тёмный, оливково-бурый (без зеленоватых тонов); по нему беспорядочно разбросаны четкие, неправильной формы буровато-чёрные крапинки и пятна. Насиживает главным образом самка, днем самец сменяет её на 2—3 часа. Он находится неподалёку и отгоняет от гнезда врагов. Птенцы вылупляются в конце июля.
Появившиеся птенцы покрыты тёмно-бурым пухом. Почти сутки они находятся в гнезде, затем сходят на воду, и хотя могут плавать и нырять, родители первое время перевозят их на спине и кормят, принося им в клюве рыб и беспозвоночных.

## Люди и Белоклювая гагара
В гнездовое время взрослые гагары иногда добываются аборигенным населением в пищу или ради шкурок. Главный лимитирующий фактор — гибель гагар в рыболовных сетях, приобретающая в ряде районов Чукотки катастрофический масштаб. Велика гибель кладок и новорождённых птенцов от наземных (песцы) и пернатых (крупные чайки, вороны) хищников. Зачастую эта гибель бывает спровоцирована людьми, поскольку Белоклювые гагары при беспокойстве надолго покидают гнезда и длительное время не возвращаются к ним.
Занесена в Приложения двусторонних соглашений, заключенных Россией с Японией, США, Республикой Кореей и КНДР об охране мигрирующих птиц. Охраняется в ряде арктических заповедников. Занесена в Красную книгу Российской Федерации как вид третьей категории (редкий, спорадично распространённый вид).